# С-4 (підводний човен СРСР)
| С-4                                                                   | С-4                                                                                              | С-4                                                                                              |
| --------------------------------------------------------------------- | ------------------------------------------------------------------------------------------------ | ------------------------------------------------------------------------------------------------ |
|                                                                       |                                                                                                  |                                                                                                  |
|                                                                       |                                                                                                  |                                                                                                  |
| Схема підводного човна типу «Середня» серії IX-біс                    |                                                                                                  |                                                                                                  |
| Верф                                                                  | № 189, Ленінград                                                                                 | № 189, Ленінград                                                                                 |
| Під прапором                                                          | СРСР                                                                                             | СРСР                                                                                             |
| Належність                                                            | Військово-морський флот СРСР                                                                     | Військово-морський флот СРСР                                                                     |
| Порт приписки                                                         | Лібава, Ленінград                                                                                | Лібава, Ленінград                                                                                |
| Закладений                                                            | 3 січня 1936                                                                                     | 3 січня 1936                                                                                     |
| Спуск на воду                                                         | 17 вересня 1936                                                                                  | 17 вересня 1936                                                                                  |
| Введений до складу флоту                                              | 27 листопада 1939                                                                                | 27 листопада 1939                                                                                |
| Виведений зі складу флоту                                             | 31 березня 1945                                                                                  | 31 березня 1945                                                                                  |
| На службі                                                             | 1939—1945                                                                                        | 1939—1945                                                                                        |
| Загибель                                                              | 6 січня 1945 року загинув у Гданській затоці унаслідок тарану німецького міноносця T3            | 6 січня 1945 року загинув у Гданській затоці унаслідок тарану німецького міноносця T3            |
| Сучасний статус                                                       | затонув                                                                                          | затонув                                                                                          |
| Бойовий досвід                                                        | «Зимова війна» Німецько-радянська війна * Кампанія на Балтійському морі                          | «Зимова війна» Німецько-радянська війна * Кампанія на Балтійському морі                          |
| Проєкт                                                                |                                                                                                  |                                                                                                  |
| Тип ПЧ                                                                | Середній торпедний ДПЧ                                                                           | Середній торпедний ДПЧ                                                                           |
| Основні характеристики                                                |                                                                                                  |                                                                                                  |
| Швидкість (надводна)                                                  | 19,4 вузла (36 км/год)                                                                           | 19,4 вузла (36 км/год)                                                                           |
| Швидкість (підводна)                                                  | 9,5 вузла (17,6 км/год)                                                                          | 9,5 вузла (17,6 км/год)                                                                          |
| Робоча глибина занурення                                              | 80 м                                                                                             | 80 м                                                                                             |
| Гранична глибина занурення                                            | 100 м                                                                                            | 100 м                                                                                            |
| Дальність плавання                                                    | 8340 миль на швидкості 8,5 вузла в надводному положенні 140 миль на швидкості 3 вузла            | 8340 миль на швидкості 8,5 вузла в надводному положенні 140 миль на швидкості 3 вузла            |
| Автономність плавання                                                 | 30 діб                                                                                           | 30 діб                                                                                           |
| Екіпаж                                                                | 45 осіб                                                                                          | 45 осіб                                                                                          |
| Розміри                                                               |                                                                                                  |                                                                                                  |
| Довжина найбільша (по КВЛ)                                            | 77,7 м                                                                                           | 77,7 м                                                                                           |
| Ширина корпусу найб.                                                  | 6,4 м                                                                                            | 6,4 м                                                                                            |
| Середня осадка (по КВЛ)                                               | 4 м                                                                                              | 4 м                                                                                              |
| Водотоннажність надводна                                              | 844 т                                                                                            | 844 т                                                                                            |
| Водотоннажність підводна                                              | 1077 т                                                                                           | 1077 т                                                                                           |
| Силова установка                                                      |                                                                                                  |                                                                                                  |
| дизель-електрична; 2 × дизельні двигуни 1Д 2 × електромотори ПГ-72/35 |                                                                                                  |                                                                                                  |
| Гвинти                                                                | 2                                                                                                | 2                                                                                                |
| Потужність                                                            | дизельні двигуни — 2 × 2 000 к. с. електромотори — 2 × 550 к.с.                                  | дизельні двигуни — 2 × 2 000 к. с. електромотори — 2 × 550 к.с.                                  |
| Озброєння                                                             |                                                                                                  |                                                                                                  |
| Артилерія                                                             | 1 × 100-мм/51 гармата Б-24 (200 снарядів) 1 × 45-мм напівавтоматична гармата 21-К (500 снарядів) | 1 × 100-мм/51 гармата Б-24 (200 снарядів) 1 × 45-мм напівавтоматична гармата 21-К (500 снарядів) |
| Торпедно- мінне озброєння                                             | 6 ТА калібру 533-мм (12 торпед)                                                                  | 6 ТА калібру 533-мм (12 торпед)                                                                  |

С-4 — радянський дизель-електричний підводний човен типу «Середня» серії IX-біс, що входив до складу Військово-морського флоту СРСР за часів радянсько-фінської та німецько-радянської війн. Закладений 3 січня 1936 року на верфі заводу № 189 у Ленінграді під заводським номером 277. 17 вересня 1936 року спущений на воду. 27 листопада 1939 року включений до складу Балтійського флоту.

## Історія служби
Попри те, що С-4 надійшов на озброєння безпосередньо перед початком радянської війни з Фінляндією наприкінці листопада 1939 року, підводний човен провів перші два місяці конфлікту на базі в Лієпаї, Латвія.
30 січня 1940 року С-4 вийшов на своє перше бойове патрулювання під командуванням капітан-лейтенанта Абросімова. С-4 доручили стежити за ВМС Швеції на позиції між островами Готланд і Еланд. Підводний човен провів на місці кілька днів, перш ніж дістав наказ повернутися на базу. На зворотному шляху С-4 довелося пройти крізь лід Балтійського моря, спочатку він зробив це самостійно, перш ніж застрягти, і йому надав допомогу канонерський човен «Красное знамя». С-4 довелося буксирувати решту шляху, і 8 лютого 1940 року він повернувся в порт. Підводний човен залишався на базі до кінця конфлікту через морський лід. Лід також пошкодив його корпус.
У травні 1940 року С-4 разом з кількома іншими підводними човнами готувався до передачі Північному флоту, але в наступному місяці це рішення скасували. 11 лютого 1941 року перейшов до 1-го дивізіону підводних човнів 1-ї бригади ПЧ Балтійського флоту.
На початку операції «Барбаросса» С-4 перебував на базі в Усть-Двінську в окупованій Радами Латвії. Починаючи з 23 червня 1941 року, він патрулював поблизу Мемеля. С-4 напав на невпізнане торгове судно 25 червня безуспішно. 27 числа С-4 зіткнувся з іншим радянським підводним човном, підводним загороджувачем Л-3 «Фрунзенець», який спочатку прийняв за ворожий ПЧ. Пізніше С-4 знайшов кілька тральщиків, але вирішив не атакувати їх і повернувся на базу 10 липня 1940 року.
12 липня він вирушив до порту Таллінна. Пізніше він евакуювався з Таллінна разом з рештою радянського Балтійського флоту.
24 листопада 1944 року С-4 вийшов у свій останній сьомий бойовий похід, а 14 грудня безуспішно атакував конвой біля маяка Акменрагс, Латвія. Ймовірно, він атакував інший конвой 22 числа біля Піллау. Приблизно між 5 або 7 січня 1945 року (джерела вказують різні дати) С-4 сплив на поверхню за 100 метрів перед міноносцем T3, який супроводжував німецьке транспортне судно. T3 протаранив підводний човен, а потім скинув глибинні бомби. С-4 втрачено з усіма 48 членами екіпажу, і 31 березня 1945 року Радянський флот виключив його зі списку військово-морських сил.